# Fosfatidilcolina

Estructura química de la fosfatidilcolina, en aquest cas amb els àcids grassos àcid palmític i àcid oleic.

àcid fosfatídic.

Les fosfatildicolines (en anglès: Phosphatidylcholines, PC) són una classe de fosfolípids que incorpora colina com a grup capçalera.
Són un component principal de la membrana biològica i es poden obtenir de moltes fonts com el rovell d'ou o les llavors de la soia. La dipalmitoil fosfatildicolina és la lecitina. Mentre que les fosfatildicolines es troben en totes les cèl·lules d'animals i de plantes són absents en les membranes de ka majoria dels bacteris, incloent a Escherichia coli. La fosatildicolina purificada es produeix comercialment.

## Funció
La fosfatildicolina és un constituent principal de les membranes cel·lulars i un surfactant dels pulmons. Es creu que és transportada entre membranes dins la cèl·lula per la proteïna de transferència de la fosfatildicolina (phosphatidylcholine transfer protein (PCTP)).
També té un paper en senyalament cel·lular i l'activació d'altres enzims.

## Altres imatges

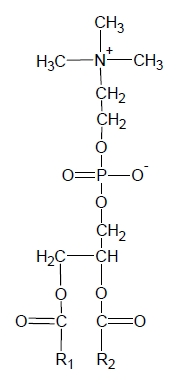
Fórmula estructural general de les fosfatidilcolines
Lípids de la membrana
Metabolisme de la colina
Fosfatidat
Colina